# Ala-Vepsä
Ala-Vepsä är en sjö i kommunen Ilomants i landskapet Norra Karelen i Finland. Den är 3,6 meter djup. Arean är 39 hektar och strandlinjen är 5,04 kilometer lång. Sjön  ingår i Vuoksens huvudavrinningsområde.   Den ligger omkring 75 kilometer öster om Joensuu och omkring 440 kilometer nordöst om Helsingfors. 